# ناگومو چوایچی
ناگومو چوایچی (南雲 忠一؛ ۲۵ مارس ۱۸۸۷ – ۶ ژوئیهٔ ۱۹۴۴) دریابد نیروی دریایی امپراتوری ژاپن بود.
همچنین برندهٔ جوایزی همچون نشان خورشید فروزان، نشان بادبادک طلایی، و نشان گنجینه مقدس شده‌است.